# القضاء في فلسطين
القضاء الفلسطيني (بالإنجليزية: Palestinian judiciary)‏، هي سلطة مستقلة تعتمد في أحكامها على الشريعة الإسلامية، ظهرت بذرتها الأولى في عهد العثماني.

## التاريخ

### الدولة العثمانية
تنظيم القضائي في فلسطين العثمانية خضعت فلسطين للحكم الإسلامي منذ عهد الخليفة عمر بن الخطاب  وكان نظام التقاضي فيها إسلامياً في ظل الحكم العثماني لا سيما في مراحله الأولى، قبل محاولة إدخال القوانين والأنظمة الغربية الحديثة لتنظيم شؤون البلاد الواقعة تحت الإمبراطورية العثمانية، ومنها فلسطين.
فكان الفصل في المنازعات يتم في المحكمة، أو في بيت القاضي؛ حيث كان يحيط به عدد من الكتبة، وكان بابه مفتوحاً للجميع، وكان القضاء يمتاز بسرعة البت في الخصومات بدون مرافعات مكتوبة، إلى درجة أن الحكم القضائي قد يصدر وينفذ في جلسة واحدة.
ومن سمات النظام القضائي في هذه الحقبة، ما كان يعرف بنظام الدوائر الصلحية، ويأخذ بالتقاضي على درجة واحدة، وكان الفصل في الخصومات منوطاً بالوالي والشيوخ الذين يعينهم في الأمصار أو الأقاليم لهذا الغرض باسم مجالس الشيوخ (المسنين) في القرى ومجالس النواحي في النواحي.

### الانتداب البريطاني على فلسطين
التننظيم القضائي في عهد الانتداب خلال الحرب العالمية الأولى عام 1917 استولت بريطانيا على فلسطين، فأبقت القوانين العثمانية سارية المفعول فيها، وفي عام 1922 أصبحت فلسطين تحت الانتداب البريطاني وسمي حاكمها «المندوب السامي», في هذه الفترة جرت تعديلات لقسم من القوانين العثمانية وتطعيمها بقوانين بريطانية.
الإعدام والسجن المؤبد هي احكام ابقتها حكومة الانتداب على كل من يقتل نفسا عمدا عن سبق إصرار وترصد.

## المحاكم في فلسطين
قامت بريطانيا بإصدار العديد من القوانين والأنظمة في فلسطين؛ ابتداءً من المرسوم الدستوري سنة 1922، وقوانين وأصول أخرى من أهمها: أصول المحكمات الحقوقية لسنة 1938، وأصول المحكمة العليا لسنة 1937، وأصول تشكيل المحاكم لسنة 1940، وأصول محاكم الصلح لسنة 1940م. وعلى ضوء هذه القوانين تم تشكيل النظام القضائي في فلسطين، ومن أبرز معالمه:
1. الأخذ بنظام التقاضي على درجتين: محاكم درجة أولى، ومحاكم ثاني درجة.
2. تعدد أنواع المحاكم، حيث كانت توجد محاكم نظامية للنظر في المسائل الجزائية والحقوقية والأراضي، والمسائل الإدارية؛ ومحاكم غير نظامية، للنظر في المسائل الشرعية والدينية للطوائف.
3. فيما يتعلق بتشكيل المحاكم النظامية، فإن أبرز ما جاء في التنظيم القضائي ما يلي:
4. إنشاء محاكم صلح في كل لواء أو قضاء في فلسطين وفقاً للمادة 39/1 من المرسوم الدستوري الفلسطيني.
5. تمارس هذه المحاكم الصلاحية المخصصة لها بمقتضى قانون حكام الصلح العثماني الصادر سنة 1913م.
6. وبصدور مرسوم تشكيل المحاكم سنة 1932م، ازداد عدد محاكم الصلح في كل لواء حسب الحاجة. وكانت فلسطين مقسمة إدارياً إلى ثلاثة ألوية هي: اللواء الشمالي، واللواء الجنوبي، ولواء القدس. وكان يوجد في مركز كل لواء محكمة صلح.

- تعتبر محكمة الصلح بمثابة محكمة أول درجة في التنظيم القضائي الفلسطيني. كانت تنظر في الجنح والخلافات البسيطة وكانت تفرض غرامات حتى خمسين جنيها فلسطينيا أو الحبس لعدد من الأشهر، في هذه المحاكم كان معظم القضاة من الفلسطينيين.
- المحاكم المركزية: تم تشكيل المحاكم المركزية والتي تسمى أحياناً «محاكم البداية» في الألوية التي يحددها المندوب السامي من آن لآخر، وفقاً للمادة 40 من المرسوم الدستوري، وقد بلغ عددها ثلاث محاكم.

وتمارس هذه المحاكم صلاحياتها المخولة لها بصفتين: بصفتها محكمة أول درجة ولها اختصاص عام فيما لا تختص به محكمة الصلح نوعياً؛ وقيمياً بصفتها محكمة استئناف (محكمة ثاني درجة)، للنظر في الطعون المرفوعة إليها ضد أحكام محاكم الصلح. كانت مختصة في الجراحات الخطيرة التي ليس فيها قتل، وكانت مخولة بفرض غرامات باهظة الثمن والسجن لعدة سنوات.
*محاكم الجنايات:
محكمة الجنايات الكبرى قد أنشئت وكانت تختص بجرائم القتل التي تكون عقوبتها الإعدام أو السجن المؤبد وبعض الجرائم الأخرى المحددة بقانون. هذه المحاكم كانت قائمة في المدن الرئيسية للألوية مثل يافا، حيفا، نابلس والقدس، في هذه المحاكم كان القضاة من الإنكليز والفلسطينيين.
- محاكم الأراضي: وقد أنشئت وكانت وتختص بنظر الخصومات المتعلقة بملكية الأراضي ويحق لكل طرف الاستئناف على قراراتها إلى محكمة الاستئناف العليا.
- المحكمة العشائرية: وهي محاكم خاصة بشؤون العشائر. وقد أنشئت في قضاء بئر السبع وتمارس صلاحياتها على درجتين أيضاً.
- محاكم البلديات: أنشئت لأول مرة بموجب قانون محاكم البلديات رقم 18 لسنة 1992م، وتختص محكمة البلدية بنظر المخالفات لأنظمة البلدية ولوائحها داخل دائرة كل بلدية؛ بالإضافة إلى بعض الاختصاصات الأخرى التي يحددها القانون، مثل: قانون تنظيم المدن لسنة 1936م، وقانون الملاهي لسنة 1935، وتمارس هذه المحاكم اختصاصاتها على درجتين.
- المحكمة الخاصة: تقرر إنشاء المحكمة الخاصة وفقاً للقانون الدستوري لسنة 1922م. وتتألف من قاضيين بريطانيين من قضاة المحكمة العليا، ومن رئيس أعلى محكمة دينية في فلسطين للطائفة التي يدعي أحد الفريقين المتقاضيين أنها تملك وحدها صلاحية النظر في القضية، وتختص هذه المحكمة بالنظر في المسائل التي يتنازع حولها الاختصاص بين أكثر من جهة أو طائفة، والمسائل التي تتعلق بالأحوال الشخصية؛ كما تختص باستطلاع رأي المحكمة حول نقطة قانونية ناشئة عن أية دعوى أو قضية أو إجراءات وفقاً للمادة (55) من المرسوم الدستوري.
- المحكمة العليا: أنشئت هذه المحكمة وكان مقرها القدس. وقد صدر أول قانون لتشكيل هذه المحكمة سنة 1923م؛ ثم جرت عليه عدة تعديلات حتى صدر قانون المحاكم لسنة 1940م، الذي أعاد تشكيل هذه المحكمة، وتؤلف من عدد من القضاة يعينهم المندوب السامي؛ ويتولى قاضي القضاة رئاسة هذه المحكمة.

وتعتبر المحكمة العليا أعلى محكمة في التنظيم القضائي، وتشرف على التطبيق السليم للقانون، ولا توجد سوى محكمة عليا واحدة في البلاد ومقرها مدينة القدس؛ ويجوز أن تجتمع في أي مكان آخر يعينه قاضي القضاة، وتجري المرافعة أمام هذه المحكمة.
وتمارس المحكمة العليا صلاحياتها المنوطة بها بثلاث صفات:
1. بصفتها محكمة استئنافية في المسائل الحقوقية والجزائية والأراضي.
2. بصفتها محكمة أميرالية في قضايا البحارة وعقود التأمين البحري.
3. بصفتها محكمة عدل عليا، تختص بالنظر في طلبات الإفراج عن الموقوفين، وإلغاء القرارات الإدارية لعدم المشروعية، وحل مسائل تنازع الاختصاص بين المحاكم المركزية ومحاكم الأراضي في المسائل الحقوقية والأراضي؛ وأخيراً النظر في الطلبات المتعلقة بإصدار الأوامر إلى حكام الصلح بشأن كيفية تسيير التحقيقات الأولية الجزائية. وتجري المرافعة أمامها وفقاً لأصول المحاكمات لسنة 1937م.
والجدير بالملاحظة أن القاضي في المحاكم النظامية يطلق عليه لدى محاكم الصلح (حاكم صلح)، بينما يطلق عليه في المحاكم المركزية والمحكمة العليا اصطلاح (قاضي). ويشترط فيمن يشغلون هذه المناصب أن يكونوا أشخاصاً مؤهلين قانونياً من البريطانيين والفلسطينيين، ويقوم المندوب السامي بتعيين قاضي القضاة ويتولى هذا الأخير تعيين باقي القضاة أو حكام الصلح.
- المحاكم الشرعية: تناول المرسوم الدستوري تشكيل المحاكم الشرعية للنظر في مسائل الأحوال الشخصية للمسلمين ووتنظيمها، سواء كانوا من الفلسطينيين أو من الأجانب، وتمارس اختصاصها على درجتين. وتعتبر أحكام الدرجة الثانية نهائية، كما يُشكَّل مجلس شرعي أعلى يمارس صلاحية كاملة في قضايا الوقف وكل ما يتعلق به بين المسلمين ويرأس المجلس قاضي القضاة الشرعي الذي يعينه المندوب السامي البريطاني.

### المحاكم الدينية لليهود والمسيحيين
تناولت المادة (53) من المرسوم الدستوري منح صلاحية مستقلة للمحاكم اليهودية (الربانية) في كل ما يتعلق بمسائل الأحوال الشخصية والوقف بين اليهود والفلسطينيين.
كما أنشئت محاكم دينية مسيحية وفقاً للمادة (54) من المرسوم الدستوري، وتمارس صلاحية كاملة ومستقلة، للنظر في مسائل الأحوال الشخصية والوقف بين الطوائف المسيحية من الفلسطينيين. ويجوز لليهود والمسيحيين الأجانب التقاضي أمام هذه المحاكم برضى الطرفين، كل حسب ديانته، وقد حُددت مسائل الأحوال الشخصية للمسلمين واليهود والمسيحيين، فنصت على: تعنى مسائل الأحوال الشخصية بالدعاوى المتعلقة بالزواج، والطلاق، والنفقة والإعالة، والوصاية؛ وشرعية البنوة، وتبني القاصرين وحجز فاقدي الأهلية القانونية عن التصرف بأموالهم؛ والتركات والوصايا وإدارة أموال الغائبين.
في جميع هذه المحاكم كل القضاة مدنيين ومختصين بالقضاء . محكمة الجنايات الكبرى كانت موجودة في مدن اللواء فأذا اعترض المتهم على قرارها كان له الحق في التوجه بواسطة محاميه إلى محكمة الاستئناف العليا في القدس فاذا اعترض مرة أخرى على القرار ليس له منفذ سوى ان يتوجه إلى مجلس الملك في لندن.
كان المندوب السامي البريطاني يدعو رئيس كل محكمة جنايات يصدر حكما بالإعدام إلى تسليمه تقريرا مفصلا عن هذا الحكم . هذا التثقرير كان يقدمه المندوب السامي إلى اللجنة التنفيذية للحكومة للتشاور في إمكانية منح العفو للمدان .

### الإدارة الأردنية والمصرية
التنظيم القضائي خلال فترة الحكم الأردني والمصري بعد نكبة 1948، تم تقطيع أوصال فلسطين إلى ثلاثة أجزاء: الجزء الأكبر منها أقيمت عليه دولة إسرائيل؛ والضفة الغربية ضمت إلى الأردن وأصبحت جزءاً لا يتجزأ من المملكة الأردنية الهاشمية فيما بعد، ؛ وأما قطاع غزة فقد خضع لإشراف الإدارة العربية المصرية، التي حافظت على هويته الفلسطينية. وقد ترتب على ذلك اختلاف وتغير في القوانين والأنظمة التي كانت سارية في فلسطين بما في ذلك التنظيم القضائي فيها، وذلك على النحو التالي:
في الضفة الغربية بعد ضم الضفة الغربية إلى إمارة شرق الأردن ثم إلى المملكة الأردنية، خضعت إلى القوانين والأنظمة النافذة هناك، وقد تناولت مجموعة التشريعات العدلية الحقوقية بيان هيكل التنظيم القضائي الأردني، والذي كان سارياً في الضفة الغربية وفقاً لقانون تشكيل المحاكم النظامية رقم 26 لسنة 1952.
ويتكون هيكل التنظيم القضائي في الضفة الغربية من المحاكم التالية:
محاكم الصلح في كل لواء أو قضاء أو أي مكان آخر يقره مجلس الوزراء من آن إلى آخر بموافقة جلالة الملك، وتؤلف من قاض منفرد يعرف بقاضي الصلح، وكانت هذه المحاكم منتشرة في كل مدن الضفة الغربية؛ وتعتبر محاكم أول درجة، ولها اختصاص محدد في المسائل الحقوقية والأراضي والمسائل الجزائية البسيطة.
محاكم بدائية: في الألوية التي يحددها مجلس الوزراء بموافقة جلالة الملك، وتؤلف كل محكمة من رئيس، وعدد من القضاة حسب الحاجة.
وتمارس محاكم البداية صلاحياتها في النظر في الخصومات بصفتين:
1. بصفتها محكمة أول درجة فتختص اختصاصاً عاماً بكل الخصومات التي تخرج عن اختصاص محكمة الصلح في الدعاوى الحقوقية والأراضي والدعاوى الجزائية.
2. بصفتها الاستئنافية كمحكمة ثاني درجة، حيث تنظر في الطعون المرفوعة إليها ضد أحكام محاكم الصلح في المسائل المدنية والجزائية، وهي المسائل الحقوقية والأراضي والمسائل الجزائية.
محكمة استئناف القدس، وأخرى في عمان: ويعين لكل منها رئيس وعدد من القضاة حسب الحاجة، وتمارس محكمة استئناف القدس النظر في الطعون المستأنفة ضد أحكام محاكم البداية باعتبار هذه الأخيرة محاكم أول درجة، وكذلك ينص القانون على جواز استئناف أحكام محاكم الصلح في الضفة في المسائل الحقوقية والجزائية.
محكمة التمييز: تشكل محكمة تمييز واحدة ومقرها عمان؛ وهي أعلى هيئة قضائية تشرف على المحاكم الدنيا في تطبيق القانون وتفسيره، وتتكون من رئيس، وعدد من القضاة حسب الحاجة؛ وتشمل عدة دوائر تمكنها من ممارسة صلاحياتها بعدة صفات:
1. بصفتها الجزائية: تنظر في جميع الأحكام والقرارات الصادرة عن محكمة الاستئناف في القضايا الجنائية.
2. بصفتها الحقوقية: تنظر في المسائل الحقوقية أو نقاط قانونية مستحدثة أو معقدة أو تنطوي على أهمية عامة، وتنظر فيها بهيئة استئنافية.
3. بصفتها محكمة عدل عليا: تنظر في الطعون الانتخابية، ومنازعات معاش التقاعد للموظفين العموميين، وإلغاء القرارات الإدارية، والمنازعات الدستورية وأعمال السيادة، وطلبات الإفراج عن الموقوفين بوجه غير مشروع؛ بالإضافة إلى اختصاصات أخرى يحددها القانون.
وتوجد بالإضافة إلى المحاكم النظامية السابقة محاكم أخرى غير نظامية، مثل المحاكم الدينية، حيث يحدد القانون كيفية تشكليها واختصاصها، وقد استمرّ هذا الوضع حتى حرب يونيو 1967م، حيث احتلت إسرائيل الضفة الغربية.
في قطاع غزة بعد نكبة 1948، خضع قطاع غزة لإشراف الإدارة المصرية عسكرياً وإدارياً؛ وبموجبه صدرت عدة قرارات لتنظيم المعاملات بمختلف جوانبها السياسية والاقتصادية والاجتماعية، وتنظيم السلطة التشريعية والقضائية في القطاع خلال هذه الفترة التي استمرت حتى الخامس من يونيو 1967، حيث احتلت إسرائيل قطاع غزة.
خلال هذه الفترة صدرت عدة أوامر لمواجهة الظروف السيئة والعاجلة لتنظيم الأمور في القطاع بما فيها تنظيم القضاء. وبعد أن استقرت وهدأت الأوضاع صدر النظام الدستوري لقطاع غزة سنة 1962م، ويمكن إبراز أهم المتغيرات للتنظيم القضائي في القطاع على النحو التالي:
1. استمرار العمل بكافة أنواع المحاكم القائمة في المناطق الخاضعة للقوات المصرية بفلسطين، وكذلك استمرار العمل بالقوانين النافذة قبل 15/5/1948، في حال عدم تعارضها مع ما صدر أو يصدر من أوامر أو تشريعات بعد هذا التاريخ أيضاً بما فيها المحاكم الشرعية وغيرها.
2. نظراً لعدم وجود نظام قضائي كامل في قطاع غزة وقت حدوث النكبة سنة 1948م؛ برزت أبعاد المشكلة بوضوح؛ وذلك بعجز المحاكم القضائية القائمة عن مواجهة الخصومات وحلها؛ فأصدر الحاكم الإداري العام لقطاع غزة، بما لهُ من صلاحيات تشريعية، عدة أوامر عاجلة لإنشاء وتشكيل بعض المحاكم التي تتطلبها الحاجة، ومن أهمها:
تعيين عدد من الكفاءات القانونية والعسكرية المصرية لشغل الوظائف القضائية لقلة الكفاءات الفلسطينية.
إصدار القرار رقم (95) في 18/12/1949 بإنشاء المحاكم النظامية والشرعية الآتية:
المحاكم النظامية 1)محاكم الصلح في قطاع غزة، وكانت في ذلك الوقت كما يلي:
محكمة صلح مدينة غزة. محكمة صلح دير البلح. محكمة صلح خانيونس. محكمة صلح رفح ب‌. محكمة مركزية مقرها مدينة غزة.
2) محكمة جنايات كبرى مقرها مدينة غزة
3) محكمة عليا مقرها مدينة غزة.
وتمارس هذه المحاكم الصلاحيات الممنوحة لها بموجب دستور فلسطين لسنة 1922 م والقوانين والأنظمة والأوامر النافذة وقت صدور الأمر.
المحاكم الشرعية محاكم شرعية ابتدائية (محكمة أول درجة) في مدينة غزة؛ ويجوز لها عقد جلساتها في مدينة خانيونس.
محكمة شرعية استئنافية (محكمة ثاني درجة) مقرها مدينة غزة، بالإضافة إلى المجلس الشرعي الأعلى يرأسه قاضي القضاة الشرعي.
إنشاء محاكم عسكرية لأول مرة في قطاع غزة، بموجب الأمر رقم (103) بتاريخ 30/1/1950م؛ وقد أنيطت بها صلاحية الفصل في الجنايات والجنح المضرة بالحكومة من الداخل والخارج، وفقاً لأحكام قانون العقوبات المصري في حينه؛ ثم ألغيت هذه المحاكم بالأمر رقم (189) بتاريخ 16/10/1956؛ وأنيطت صلاحيتها بالمحاكم النظامية.
وفي 15/11/1952م صدر الأمر رقم (243) بإعادة تشكيل المحكمة العسكرية وفقاً للأمر رقم (103)، ومنحت لها نفس الصلاحيات السابقة أيضاً؛ ثم توالت القرارات حول تنظيم المحاكم العسكرية وتحديد اختصاصاتها وأصول المرافعة أمامها أيضاً.

### الاحتلال الإسرائيلي
وفي نهاية أكتوبر سنة 1956م احتلت إسرائيل قطاع غزة، خلال ما عرف بحرب السويس، لكنها أجبرت على الانسحاب منه، وعادت الإدارة المصرية للإشراف على قطاع غزة. وأول ما قامت به إصدار الأمر رقم (481) بتاريخ 7/4/1957م؛ حيث اعتبرت فيه الاحتلال الإسرائيلي لقطاع غزة كأنه لم يكن، وجاء فيه (تبقى جميع القوانين والأوامر والقرارات والتعليمات المعمول بها في قطاع غزة قبل أول نوفمبر سنة 1956م سارية المفعول)؛ وتلغى جميع الأحكام والقرارات الصادرة عن المحاكم في قطاع غزة في الفترة من أول نوفمبر سنة 1956 حتى اليوم السابع من شهر مارس سنة 1957م؛ وتبطل جميع الآثار القانونية المترتبة عليها.
خلال فترة الاحتلال الإسرائيلي (1967-1994) على إثر حرب يونيو 1967 احتلت إسرائيل كامل فلسطين (الضفة الغربية وقطاع غزة)، وكانت تهدف من وراء احتلالها إلى بسط سيادتها الكاملة والاستيطانية على كامل فلسطين إلى الأبد؛ لكن حركة المقاومة الفلسطينية وما صاحبها من حركة الانتفاضة الشعبية، كان لها أثرها على توقيع اتفاق أوسلو للسلام بين منظمة التحرير الفلسطينية وإسرائيل في مايو 1993 .كمرحلة أولى لإنهاء الاحتلال الإسرائيلي للمناطق الفلسطينية التي احتلت سنة 1967، والمعروف باتفاق «غزة أريحا أولاً».
والذي يعنينا في هذا المقام التعرف على التنظيم القضائي الفلسطيني في كل من قطاع غزة والضفة الغربية خلال فترة دامت أربعة وعشرين عاماً، تعرضت خلالها كل مرافق البنية التحتية والمؤسساتية، بما فيها التنظيم القضائي، للخراب والدمار.
ومن أبرز معالم هذه الفترة بشأن التنظيم القضائي ما يلي:
1. استمرار العمل بالتنظيم القضائي السائد في كل من قطاع غزة والضفة الغربية من الناحية النظرية.
2. استمرار العمل بالقوانين والتشريعات التي كانت نافذة قبل الاحتلال الإسرائيلي من الناحية النظرية أيضاً.
3. التوسع في إنشاء المحاكم العسكرية واتساع صلاحياتها بموجب الأمر رقم (3) بتاريخ 10/6/1967م، والصادر عن القائد العسكري لقطاع غزة؛ حيث تكونت محاكم عسكرية فردية يفصل فيها قاض واحد؛ ومحاكم عسكرية مركبة تتألف هيئتها القضائية من رئيس وعضوين، وفي كل الأحوال أحكامها نهائية فلا يجوز الطعن فيها باستئناف أو غيره.
4. ربط القضاء الفلسطيني في كل من قطاع غزة والضفة الغربية بالقضاء الإسرائيلي، كمحاولة لتهويد الأراضي الفلسطينية.
ومن مظاهر ذلك انقطاع الصلة بين التنظيم القضائي في الضفة الغربية والنظام القضائي الأردني؛ فلم يعد لمحكمة التمييز الأردنية سلطة الإشراف على المحاكم هناك، أضافة إلى التعديلات التشريعية للقوانين السارية في الأردن، سواء فيما يتعلق بالقواعد الموضوعية أم بالقواعد الشكلية لم تعد سارية المفعول في الضفة الغربية بعد فك الارتباط بينهما سنة 1982م.
وقد حلت المحكمة العليا في إسرائيل محل محكمة التمييز الأردنية للإشراف على المحاكم في الضفة الغربية؛ كما مارست هذه المحكمة صلاحياتها بالإشراف على نظام التقاضي الساري في قطاع غزة؛ حيث تعطلت صلاحيات المحكمة العليا في غزة عن ممارسة الكثير من صلاحياتها القانونية من الناحية العملية.

### السلطة الفلسطينية
وفقًا للاتفاق حول ترتيب الحكومات الذاتية عام 1993 «اتفاقية أوسلو 1»، جرى توقيع العديد من الاتفاقيات التي هدفت إلى نقل بعض الصلاحيات من إدارة الاحتلال الإسرائيلي إلى السلطة الفلسطينية في أجزاء جغرافية معينة من الضفة الغربية وقطاع غزة المحتلين. ومن أبرز هذه الاتفاقيات: اتفاق غزة – أريحا الموقع في القاهرة عام 1994، واتفاق واشنطن «أوسلو 2» الموقع بتاريخ 28 أيلول 1995 القائم حاليًا.
وقد تناولت الاتفاقيات العديد من المسائل، من أبرزها: انتخاب المجلس الفلسطيني، وإعادة انتشار القوات الإسرائيلية، ونقل الصلاحيات والمسؤوليات المدنية، وحرية التنقل للإسرائيليين، والمسائل القانونية في المجالين الجنائي والمدني، وإطلاق سراح المعتقلين، وحصص المياه، ومسائل الأمن والنظام العام، والتنمية الاقتصادية.
وحتى الوقت الحاضر تستمر المفاوضات التي بدأت في 4 أيار 1996، لمعالجة مسائل أساسية أخرى من أبرزها: وضع القدس، واللاجؤن الفلسطينيون، والمستوطنات الإسرائيلية في الضفة الغربية وقطاع غزة، وترتيبات الأمن، والحدود، والمياه، والعلاقات الدولية.
اما على الصعيد القانوني، أصدر رئيس السلطة الوطنية الفلسطينية أول قرار له بتاريخ 20 أيار 1994 يقضي باستمرار سريان التشريعات والقوانين التي كانت سارية المفعول قبل 5/6/1967 في الضفة الغربية وقطاع غزة. ومنذ صيف 1994، تولى مجلس السلطة الفلسطينية سلطة إصدار التشريعات المنظمة لمختلف جوانب الحياة العامة لأفراد المجتمع. وهدفت التشريعات الجديدة (التي بلغ عددها حتى صيف عام 2000 ما يقارب 48 قانونًا، و200 تشريع آخر) إلى تنظيم الحياة وبلورة وحدة القانون ما بين محافظات الضفة الغربية وغزة.
وكان من نتائجها أيضًا إلغاء الكثير من الأوامر العسكرية التي أصدرها الاحتلال الإسرائيلي في الضفة الغربية وقطاع غزة. وتنشر هذه التشريعات في الجريدة الرسمية الفلسطينية المسمّاة «الوقائع الفلسطينية». وبالإضافة إلى التشريعات، تعنى هذه الجريدة بنشر أمور غير تشريعية. وقد صدر أول أعدادها بتاريخ 20/11/1994. وبنظرة سريعة إلى التشريعات الجديدة، يلاحظ بأنها تركز بشكل أساسي على الأمور الإدارية التنظيمية والتجارية والمالية، والأراضي، والخدمات من صحة وتعليم، والأمور السياسية (انتخابات، نقل السلطات والصلاحيات وغيرها)
وفي الجانب القضائي، تم تأسيس «مجلس القضاء الأعلى» بموجب القرار الصادر عن رئيس السلطة الفلسطينية بتاريخ 1/6/2000 الذي ضم مجموعة من كبار القضاة في محافظات الضفة الغربية وغزة.
وفيما يتعلق بالمحاكم، فإن صورها تتمثل في: محاكم نظامية، ودينية، وخاصة، ومحكمة عدل عليا تنظر في المنازعات الإدارية.
وتم استحداث عدد من المحاكم الجديدة في بعض المحافظات؛ في حين ظل تنظيم المحاكم كما كان عليه في الفترات السابقة؛ ففي محافظات الضفة الغربية – على صعيد المحاكم النظامية - تعد محكمة الاستئناف المنعقدة مؤقتًا في رام الله أعلى محكمة نظامية وقراراتها- ملزمة للمحاكم الأدنى أدبيًا؛ وهي تطبق القانون الساري المفعول في الضفة الغربية؛ أما في محافظات غزة، فتعد المحكمة العليا أعلى محكمة نظامية؛ وقراراتها تعد بمثابة سوابق قضائية وهي تطبق القانون الساري المفعول في غزة.